# Eden Ben Zaken
Eden Ben Zaken (in ebraico עדן בן זקן‎?; Gerusalemme, 8 giugno 1994) è una cantante israeliana.

## Biografia
Nata a Gerusalemme da Maya, un'insegnante di origini aschenazite, e Shai Ben Zaken, tenente colonnello nell'esercito israeliano di origini marocchine, Eden si è trasferita con la famiglia nell'estremo nord del Paese, a Kiryat Shmona, all'età di un anno.
Nel 2011 ha tentato di entrare nel cast della nona edizione del talent show Kokhav Nolad, senza però passare l'audizione. Nel 2013 si è presentata alle audizioni della prima edizione della versione israeliana di The X Factor, entrando nel team di Rami Fortis e arrivando fino alla finale, dove si è piazzata seconda a Rose Fostanes. A luglio 2014 ha iniziato a lavorare per l'esercito israeliano per il servizio di leva obbligatorio della durata di due anni.
Il singolo di debutto di Eden, Mangina, è uscito a gennaio 2015 e ha riscosso un ottimo successo, tanto da risultare la tredicesima canzone più passata in radio dell'anno in Israele. Il secondo singolo, Malkat hashoshanim, è stato accolto ancora meglio, ottenendo 31 milioni di visualizzazioni su YouTube e diventando il sesto brano più mandato in radio del 2015. Dopo l'uscita del terzo singolo Shikorim meahava, il 4 settembre 2015 è stato messo in commercio l'album di debutto di Eden, anch'esso intitolato Malkat hashoshanim. Alla fine del 2015 l'album aveva già venduto 65 000 copie a livello nazionale.
A marzo 2016 è uscito Taamin li, singolo di lancio del secondo album dell'artista. L'album, anch'esso intitolato Taamin li, è uscito l'8 settembre 2016 ed è stato pubblicizzato da tre nuovi singoli, Kol hair shelanu, Tazizu e Af echad. Taamin li ha venduto 40 000 copie nei due mesi dopo la sua pubblicazione.
Eden Ben Zaken si è fidanzata ufficialmente con Shuki Biton a febbraio 2017; le nozze si sono svolte a giugno 2018. Nello stesso mese è stato pubblicato Lezot shenitzcha, il singolo di lancio per il terz album, ed è stato seguito nei mesi successivi da Ratziti e Kulam Be'eilat. Per promuovere il suo nuovo disco la cantante ha tenuto tre concerti all'antico teatro romano di Cesarea Marittima, dalla capienza di 3 500 spettatori. L'album, intitolato Lezot shenitzcha, è uscito il 6 settembre 2017. Per il suo successo la popolare stazione radiofonica Galgalatz l'ha eletta Donna dell'anno.
Lo stile musicale di Eden Ben Zaken si basa sulla musica mizrahì, lo stile tradizionale israeliano dalle sonorità orientaleggianti, contaminato da elementi pop, soul ed R&B. Tra gli artisti a cui si ispira cita Eyal Golan, Sarit Hadad, Amir Benayoun, Christina Aguilera e Beyoncé.

## Discografia

### Album in studio
- 2015 – Malkat hashoshanim
- 2016 – Taamin li
- 2017 – Lezot shenitzcha
- 2019 – Chayim sheli
- 2021 – Moabet
- 2022 – Im o' bli le'ehov
- 2023 – 7

### Album dal vivo
- 2023 – Caesarea 2022 (Live)

### Singoli
- 2015 – Mangina
- 2015 – Malkat hashoshanim
- 2015 – Shikorim meahava
- 2016 – Taamin li
- 2016 – Kol hair shelanu (con Pe'er Tasi)
- 2016 – Tazizu
- 2016 – Af echad
- 2017 – Lezot shenitzcha
- 2017 – Ratziti
- 2017 – Kulam Be'eilat
- 2017 – Kol hazman kaze (con E-Z e Amit Sagi)
- 2018 – Tel Aviv balayla